# Avenas
Avenas era una comuna francesa situada en el departamento del Ródano, de la región de Auvernia-Ródano-Alpes, que el 1 de enero de 2019 pasó a ser una comuna delegada de la comuna nueva de Deux-Grosnes.

## Geografía
Avenas está situada en el norte del departamento, en la región de Beaujolais, a 25 km al noroeste de Villefranche-sur-Saône.

## Demografía
| 91 | 99 | 94 | 83 | 105 | 106 | 128 |
| Para los censos de 1962 a 1999 la población legal corresponde a la población sin duplicidades (Fuente: INSEE [Consultar]) |    |    |    |     |     |     |